# Distrito de Aida
El distrito de Aida (英田郡 Aida-gun?) es un distrito localizado en la prefectura de Okayama, Japón. En junio de 2019 tenía una población estimada de 1.411 habitantes y una densidad de población de 24,3 personas por km². Su área total es de 57,97 km².

## Localidades
- Nishiawakura